# Corsarios Rugby Club
Corsarios Rugby Club es un club social y polideportivo de la ciudad de Tafí Viejo, Tucumán, Argentina. Es miembro de la Unión de Rugby de Tucumán y su equipo compite en el Anual Tucumano.

## Historia
Corsarios Rugby Club se fundó el 27 de diciembre de 1947, en el marco de los primeros años de la Unión de Rugby de Tucumán, por un grupo de jugadores de Estudiantes.
Corsarios actualmente se destaca por la formación en el rugby femenino.

## Rugby
En 1949 disputa por primera vez la Primera División del Anual Tucumano en dónde se mantendría hasta 1960, cuando perdió la categoría. En 1965 volvió a primera división hasta 1980. Corsarios también participó en la primera división del Torneo Regional del Noroeste, compuesto por los clubes de la Unión de Rugby de Tucumán, Unión Jujeña de Rugby, Unión de Rugby de Salta y Unión Santiagueña de Rugby.

## Instalaciones
En 1971 Corsarios consigue su primer predio, ubicado en Los Pocitos. En 2019 adquiere su predio actual, en Lomas de Tafí.